# Mosfileri
Mosfili o Mosfileri (también escrito Mosphileri) es una pequeña localidad de la región de Tylliria, ubicada próxima al mar, sobre la ruta Kato Pyrgos - Pachyammos y al este del enclave de Kokkina. 
Si bien se encuentra en el Distrito de Nicosia, por la proximidad al territorio ocupado por los turcos desde el año 1974, su acceso normal es desde Pafos o Polis.
En el año 1960, fecha de la independencia de la isla, la localidad tenía 117 habitantes, todos grecochipriotas. En agosto de 1964 pasó a encontrarse en el frente de combate durante el Enfrentamiento de Kokkina que tuvo lugar en su sector oeste.
De acuerdo al censo del año 2011, 20 personas habitan el lugar.

## Imágenes
Alrededores de Mosfilieri
- Datos: Q6916042
- Multimedia: Mosfileri / Q6916042